# الدور (امارات متحده عربی)
الدور (عربی: ٱلدُّوْر) با ترجمه تحت‌اللفظی خانه‌ها، شهری متعلق به خاور نزدیک باستان است که امروزه در ام‌القیوین در کشور امارات متحده عربی قرار دارد, الدور یکی از بزرگ‌ترین محوطه‌های باستان‌شناسی در امارات است که مساحتی حدود ۵ کیلومتر مربع (۱٫۹ مایل مربع) را شامل می‌شود. این سکونتگاه ساحلی مشرف به دریاچه البیضا است. این محوطه یکی از مهم‌ترین یافته‌های باستان‌شناسی در امارات متحده عربی است و ارتباط نزدیک با مرکز تجارت داخلی ملیحه دارد. الدور لقب «یکی از مهم‌ترین شهرهای گمشده شبه‌جزیره عربستان» را به خود اختصاص داده است.